# Kloster Marienberg (Burgenland)

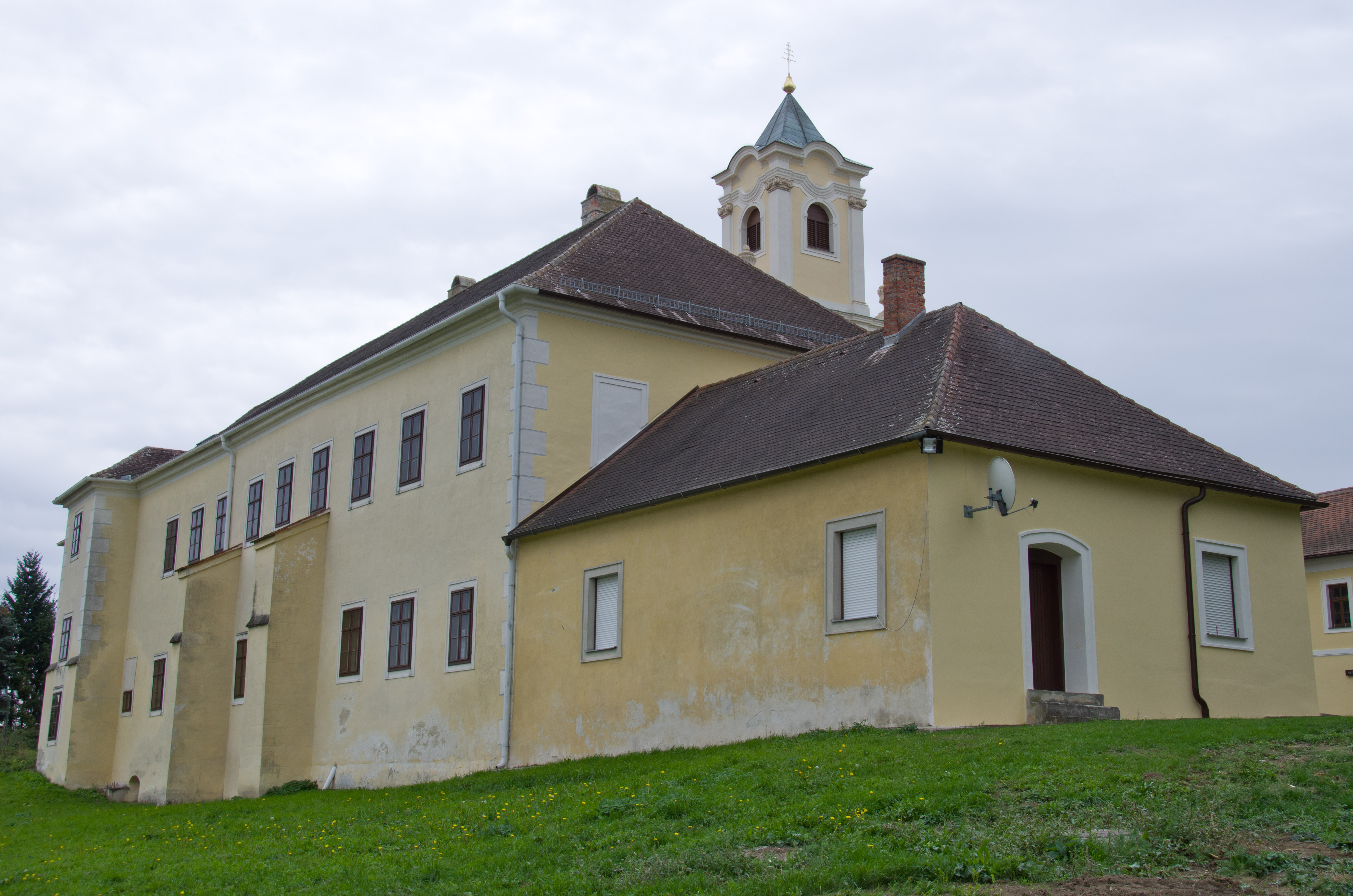
Kloster Marienberg, oben im Hintergrund Turm der Pfarrkirche Klostermarienberg (2012)

Das Kloster Marienberg (ungarisch: Borsmonostor) ist ein Zisterzienserkloster im Ort Klostermarienberg in der Gemeinde Mannersdorf an der Rabnitz im Bezirk Oberpullendorf im Burgenland. Es steht unter Denkmalschutz.

## Geschichte
Das Kloster entstand 1195/1197 als Tochter von Stift Heiligenkreuz. Nach 1530 ging es unter. Wiederholte Versuche, das Kloster wiederherzustellen, scheiterten, als letzter noch lebender Konventuale wurde Andreas Mihalevics mit der Rekonstruktion betraut, konnte den Klosterbesitz aber nicht zurückgewinnen. Die Wahl eines neuen Abts im Jahr 1555 änderte daran nichts, denn dieser wohnte in Wien. In der Folge kam der Besitz 1568 an die ungarische Magnatenfamilie der Nádasdy. Nach der Hinrichtung des Grafen Franz III. Nádasdy  in der Folge der Magnatenverschwörung von 1671 fiel die Anlage an die kaiserliche Hofkammer und kam dann an den Grafen Paul I. Esterházy de Galantha, der sie dem Stift Lilienfeld schenkte, dessen Abt sich seither auch Abt von Marienberg nennt. Die Errichtung der bestehenden Anlage erfolgte im späten 17. Jahrhundert auf den Ruinen des mittelalterlichen Vorgängerklosters. Lilienfeld entsandte einen Superior und vier Mönche.

## Bau und Anlage

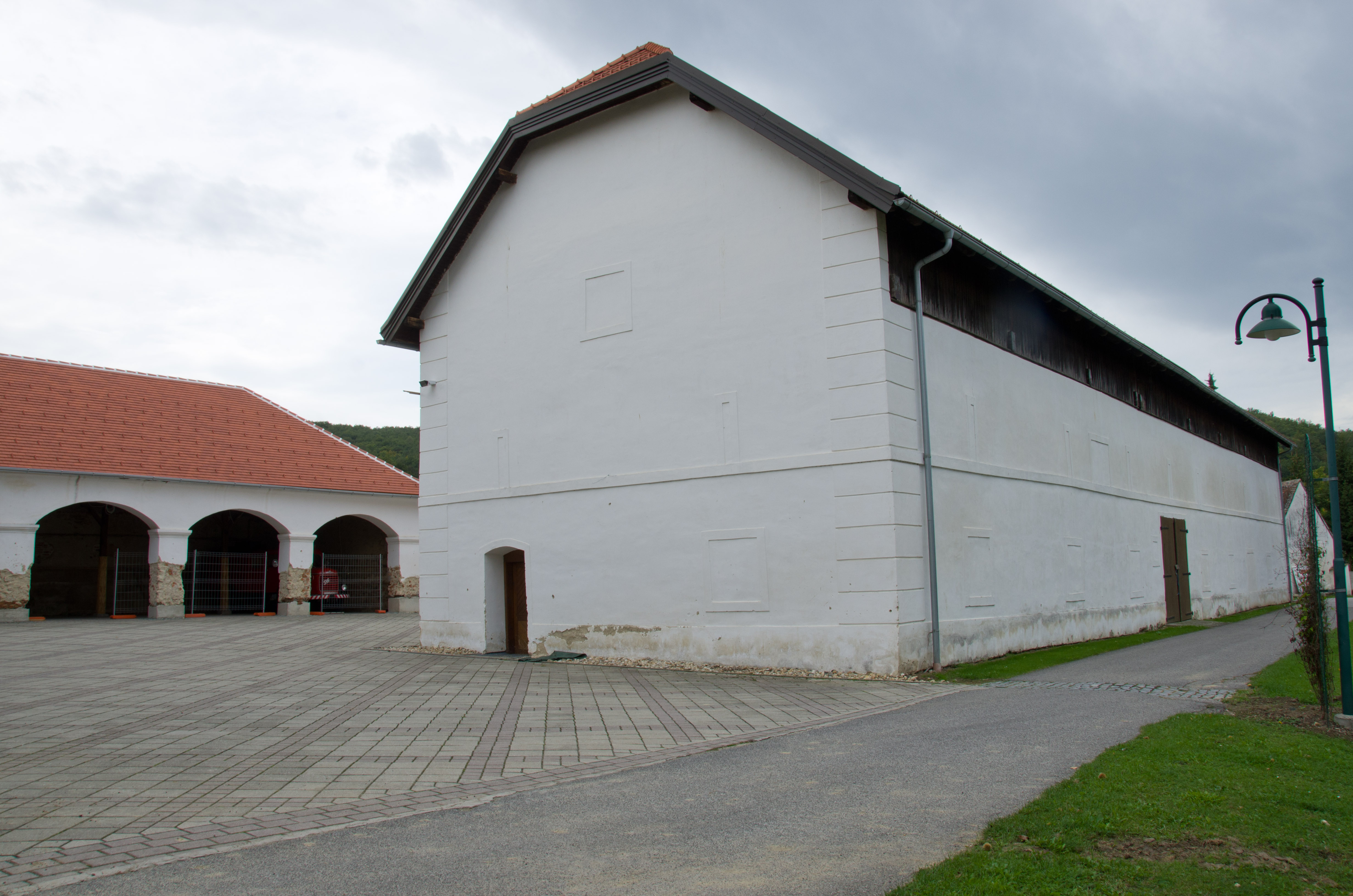
Speicher und Wagenschuppen im Wirtschaftshof

Das Kloster wurde nach der Errichtung und Weihe der Pfarrkirche Klostermarienberg ab 1680 errichtet. Es nimmt den Platz des Nordtrakts und von Teilen des Osttrakts des Gründungsklosters ein. Beim Bau des Klosters wurde die Vorgängerkirche der Pfarrkirche, die sogenannte Georgikapelle, baulich in den Osttrakt des Klosters einbezogen und profaniert als einschiffiger vierjochiger Raum unter einem Tonnengewölbe mit Stichkappen zwischen Gurten und mit der breiten Empore über einem Kreuzgratgewölbe eingebaut.
Der Bau der neuen Klosterkirche erfolgte ab 1741. Der Kreuzgang ist im Nordtrakt und mit der Hälfte des Osttrakts im Grundriss erhalten. Südlicher und westlicher Kreuzgangflügel sind verloren.
Reste des Vorgängerklosters sind als gotische Elemente im Kreuzgang (zur Hälfte erhaltenes romanisches Portal, wohl Anfang des 13. Jahrhunderts), an Fenstern und im nördlichen Vorbau als Teil einer Rahmung eines Portals erkennbar.
Der schmucklose zweigeschoßige Klosterbau beinhaltet einfache barocke Räume, teils mit Kreuzrippengewölben. Der südliche Wirtschaftsbau stammt aus dem Mitte des 19. Jahrhunderts.

## Heutige Nutzung
Das Kloster wurde als Museum (bis 2014 auch als Europäisches Hundemuseum) und für Ausstellungen genutzt. Das Europäische Hundemuseum baute auf einer Sammlung des Kynologen Dieter Fleig auf.
Seit 1. September 2021 wird die Seelsorge der Pfarre Klostermarienberg von Patres des Stiftes Heiligenkreuz ausgeübt, die auch die Räumlichkeiten des Klosters bewohnen. Der jeweilige Vorsteher wird vom Heiligenkreuzer Abt erwählt, vom Lilienfelder Abt zum Superior und vom Eisenstädter Bischof zum Pfarrer ernannt.